# Gmina Pajovë
Gmina Pajovë (alb. Komuna Pajovë) – gmina miejska położona w środkowej części Albanii. Administracyjnie należy do okręgu Peqin w obwodzie Elbasan. W 2011 roku populacja gminy wynosiła 6626 osób w tym 3259 kobiety oraz 3367 mężczyzn, z czego Albańczycy stanowili 97,40% mieszkańców. 
W skład gminy wchodzi dwanaście miejscowości: Pajovë, Grykesh i Madh, Bishqem, centro Paulesh city, Bishqem Fushë, Leqit, Lazarej, Haspiraj, Hasnjok, Çengelas, Garunjë e Papërit, Cacabezë.